# نيكي كوك
نيكي كوك (بالإنجليزية: Nicky Cook)‏ مواليد 13 سبتمبر 1979 في لندن، إنجلترا، هو ملاكم محترف بريطاني يصنف ضمن فئة وزن الريشة بدأ مسيرته الاحترافية سنة 1998. حقق بطولة منظمة الملاكمة العالمية.

## إحصائيات
خاض خلال مسيرته 33 نزالا، فاز في 30 وخسر في 3. فاز بالضربة القاضية في 16 نزالا.

## روابط خارجية
- نيكي كوك على موقع بوكس ريك (الإنجليزية) (registration required)